# Acorazamiento
El acorazamiento es un proceso de erosión selectiva que suele darse en algunos ríos y arroyos cuyo material de fondo tiene una granulometría graduada. En esas condiciones, el flujo con el caudal formador, o próximo a él, estará en condiciones de transportar, arrancándolo del fondo, los materiales con una granulometría menor. Las partículas mayores, que no alcanzan a ser transportadas, se quedan en el lugar formando  en el fondo una capa donde solo se encuentra predominantemente el material grueso.[cita requerida]
Mediante este proceso puede explicarse un desplazamiento selectivo de las partículas más finas, de manera que un material originalmente bien graduado sometido a un régimen permanente, al cabo de un tiempo presentará una frecuencia mayor de gruesos en la superficie. A esta condición se la denomina como acorazamiento del lecho.[cita requerida]
Este fenómeno influye en la rugosidad del cauce ya que la superficie del fondo presenta partículas de grano mayor. También influye en el inicio del movimiento del lecho ya que es necesario primero destruir la coraza para poder mover en material más fino que hay debajo.[cita requerida]
Existen estudios empíricos o semi-teóricos que analizan el inicio del movimiento de una mezcla y establecen que las partículas gruesas se ponen en movimiento para una esfuerzo de corte menor del que necesitaría si estuviera acompañada de partículas de su mismo tamaño. Inversamente, las partículas más finas necesitan un esfuerzo mayor para ponerlas en movimiento.[cita requerida]
Esto significa que una mezcla presenta un comportamiento conjunto en el umbral del movimiento, retrasando o dificultando el desplazamiento de las partículas finas, y anticipando o facilitando el de los granos más gruesos.[cita requerida]
La posibilidad de acorazamiento de un lecho puede juzgarse por medio de la desviación estándar σ . En general, para valores de σ > 3 puede existir este fenómeno.